# 三里河 (西城区)
三里河曾是北京市西城区的一条河流，修建于1153年，由皇帝完颜亮金朝修建。三里河连接永定河和北京护城河，因距金中都城垣三里而得名。後來在1171年引卢沟河（清朝康熙时的永定河）水注入金中都北城墙外的护城河，期望能讓水流往通州，而三里河就是当时引水河道中的一段。

## 歷史記載
在明代有另一同名的泄水河修建,有典籍《河渠志》形容（正阳门外）三里河：“城南三里河旧无河源，正统间修城壕，恐雨水多溢，乃穿正阳桥东南洼下地开壕口以泄之，始有三里河名。”。也就是在明代 "三里河" 此名字依然存在。